# Wilhelm von Gerlach
Gustav Wilhelm von Gerlach (* 10. Mai 1789 in Berlin; † 20. August 1834 in Frankfurt (Oder)) war ein preußischer Jurist und Vizepräsident des Oberlandesgerichts in Frankfurt an der Oder sowie der Bruder von Ernst Ludwig von Gerlach, Leopold von Gerlach und Otto von Gerlach.

## Leben

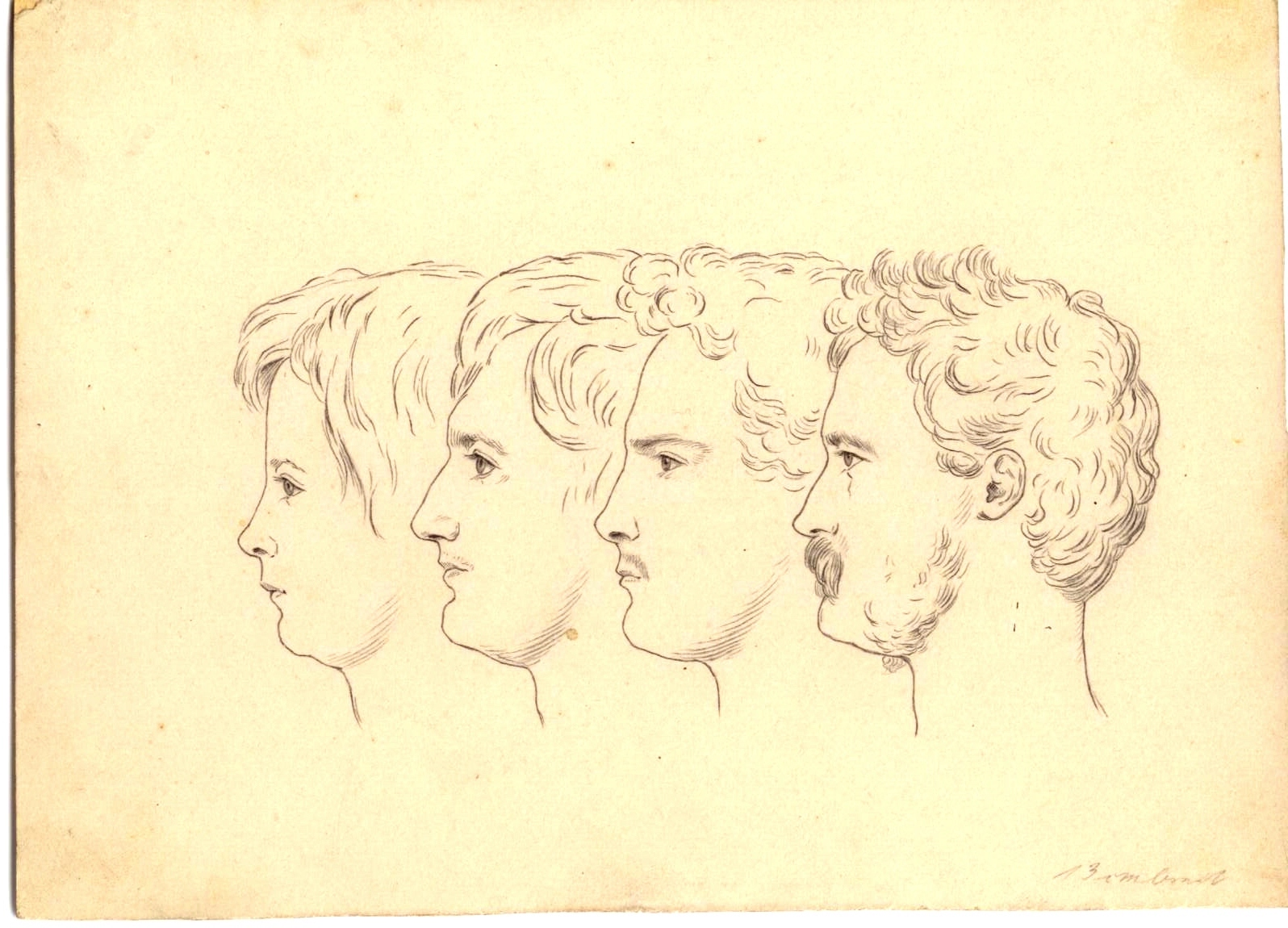
Die 4 Brüder von Gerlach (vor 1815) von Friedrich Meier. V. l. n. r.: Otto, Ernst Ludwig, Leopold und Wilhelm von Gerlach (Gerlach-Archiv)

Wilhelm von Gerlach wuchs als ältester Sohn des Berliner Oberbürgermeisters Carl Friedrich Leopold von Gerlach auf. Er begann seine berufliche Laufbahn im preußischen Justizdienst und war als Beamter tätig. In dieser Position war er an der Reformierung des preußischen Rechtswesens beteiligt, das sich im Zuge der preußischen Reformen nach den Niederlagen gegen Napoleon veränderte. Wilhelm von Gerlach stand wie sein Bruder Ernst Ludwig dem preußischen Altkonservatismus nahe und unterstützte die monarchisch-absolutistische Ordnung, die nach den napoleonischen Kriegen in Preußen wiederhergestellt werden sollte.
Im Jahre 1820 heiratete er Ida Julia Mathilde von Chambaud-Charrier (* 12. Januar 1800; † 10. April 1830), mit der er zwei Söhne hatte, Jakob und Friedrich von Gerlach.
Neben seiner Tätigkeit als Jurist war Wilhelm ein aktiver Teilnehmer in der konservativen politischen Bewegung seiner Zeit. Er setzte sich für die Aufrechterhaltung der traditionellen gesellschaftlichen Strukturen ein und stand kritisch gegenüber liberalen und revolutionären Ideen, die sich zu Beginn des 19. Jahrhunderts in Europa verbreiteten.
Wilhelm von Gerlach starb im Jahr 1834 im Alter von nur 45 Jahren. Trotz seines relativ kurzen Lebens hinterließ er Spuren im preußischen Justizwesen und beeinflusste, zusammen mit seinem Bruder, die konservative Politik Preußens in einer Zeit des Wandels.